# Chabary (Region Altai)
Chabary (russisch Хабары́) ist ein Dorf (selo) in der Region Altai (Russland) mit 5552 Einwohnern (Stand 14. Oktober 2010).

## Geographie
Der Ort liegt etwa 280 km Luftlinie westlich des Regionsverwaltungszentrums Barnaul im Nordteil der Kulundasteppe an der Burla.
Chabary ist Verwaltungssitz des Rajons Chabarski sowie Sitz und einzige Ortschaft der Landgemeinde Chabarski selsowet.

## Geschichte
Das Dorf wurde 1743 von nomadisierenden Kasachen gegründet; daher ist sein Name turksprachiger Herkunft. Seit 1924 ist Chabary Zentrum eines Rajons.

### Bevölkerungsentwicklung
| Jahr | Einwohner |
| ---- | --------- |
| 1939 | 2576      |
| 1959 | 4168      |
| 1970 | 4556      |
| 1979 | 4841      |
| 1989 | 5843      |
| 2002 | 5942      |
| 2010 | 5552      |

Anmerkung: Volkszählungsdaten

## Verkehr
Chabary liegt an der aus südwestlicher Richtung von Slawgorod über den Deutschen Nationalrajon mit seinem Verwaltungssitz Halbstadt kommenden Straße, die weiter nach Norden in die 10 km entfernte Oblast Nowosibirsk führt und dort nach etwa 50 km in Krasnosjorskoje die Regionalstraße R382 Ordynskoje – Karassuk erreicht. Von Chabary aus in nordöstlicher Richtung wird nach etwa 17 km das Dorf Korotojak mit der unmittelbar anschließenden Bahnstation mit Stationssiedlung Chabary erreicht. Die Station befindet sich bei Kilometer 484 an der Eisenbahnstrecke Omsk – Karassuk – Srednesibirskaja (nördlich von Barnaul), der „Mittelsibirischen Magistrale“, die Anfang der 1960er-Jahre zur Entlastung der Transsibirischen Eisenbahn errichtet wurde.